# Нкунку, Кристофер
Кристофе́р Ала́н Нкунку́ (фр. Christopher Alan Nkunku; 14 ноября 1997 года, Ланьи-сюр-Марн, Франция) — французский футболист, полузащитник английского клуба «Челси» и сборной Франции.

## Клубная карьера
Кристофер — воспитанник клуба из коммуны Мароль, в котором он занимался с шести до двенадцати лет. С 13 лет занимался в академии «Пари Сен-Жермен», которую окончил в 2015 году, став основным игроком второй команды. В конце того же года стал подтягиваться к тренировкам с главной командой. 8 декабря 2015 года дебютировал в основном составе французов в Лиге Чемпионов в матче против донецкого «Шахтёра», выйдя на 87-й минуте вместо Лукаса Моуры. Сразу после этого игрок подписал профессиональный контракт с клубом до 2018 года.
5 марта 2016 года игрок дебютировал в Лиге 1 в поединке против «Монпелье», выйдя уже в стартовом составе и будучи заменённым Хавьером Пасторе на 61-й минуте. Всего в своём дебютном сезоне появлялся на поле пять раз, четыре из них — в стартовом составе, забитыми мячами не отмечался. Кристофер в сезоне 2018/19 провёл 29 матчей, в которых забил четыре гола и отметился двумя голевыми передачами во всех турнирах.
18 июля 2019 года перешёл в немецкий «РБ Лейпциг» за 15 млн евро. Также парижане получат определённый процент от последующей продажи футболиста. Контракт рассчитан на 5 лет.
22 февраля 2020 года сделал 4 голевые передачи в матче против «Шальке 04» (5:0).
15 сентября 2021 года в матче Лиги чемпионов сделал хет-трик в ворота «Манчестер Сити» в гостях, однако «РБ Лейпциг» уступил 3:6. Это первый случай в истории Лиги чемпионов, когда команда автора хет-трика проиграла в итоге матч крупно и пропустила более 4 мячей. По итогам сезона 2021/22 признан лучшим игроком Бундеслиги, отметившись 20 голами и 13 результативными передачами в 34 матчах.
20 июня 2023 года английский клуб «Челси» объявил о трансфере Нкунку.

## Карьера в сборной
В 2012 году вызывался в юношескую команду Франции до 16 лет, в которой провёл три встречи. С тех пор в сборных командах не играл. В мае 2016 года отправился на сбор с командой до 19 лет.
В марте 2022 года впервые был вызван в основную сборную.
В ноябре 2022 года на тренировке сборной Франции получил травму колена, из-за чего пропустил чемпионат мира в Катаре.

## Стиль игры
Нкунку строением и бегом напоминает своего бывшего одноклубника — Марко Верратти. Очень уверенно чувствует себя, играя между нападающими и защитниками, уверенно владеет мячом.

## Статистика выступлений
| Клуб             | Сезон            | Лига | Лига | Кубок страны | Кубок страны | Кубок лиги | Кубок лиги | Еврокубки | Еврокубки | Прочие | Прочие | Итого | Итого |
| Клуб             | Сезон            | Игры | Голы | Игры         | Голы         | Игры       | Голы       | Игры      | Голы      | Игры   | Голы   | Игры  | Голы  |
| ---------------- | ---------------- | ---- | ---- | ------------ | ------------ | ---------- | ---------- | --------- | --------- | ------ | ------ | ----- | ----- |
| Пари Сен-Жермен  | 2015/16          | 5    | 0    | -            | -            | -          | -          | 1         | 0         | -      | -      | 6     | 0     |
| Пари Сен-Жермен  | 2016/17          | 8    | 1    | 4            | 1            | 3          | 0          | 1         | 0         | -      | -      | 16    | 2     |
| Пари Сен-Жермен  | 2017/18          | 20   | 4    | 3            | 1            | 3          | 0          | -         | -         | 1      | 0      | 27    | 5     |
| Пари Сен-Жермен  | 2018/19          | 22   | 3    | 5            | 0            | 1          | 0          | -         | -         | 1      | 1      | 29    | 4     |
| Пари Сен-Жермен  | Итого            | 55   | 8    | 12           | 2            | 7          | 0          | 2         | 0         | 2      | 1      | 78    | 11    |
| РБ Лейпциг       | 2019/20          | 32   | 5    | 3            | 0            | -          | -          | 9         | 0         | -      | -      | 44    | 5     |
| РБ Лейпциг       | 2020/21          | 28   | 6    | 5            | 0            | -          | -          | 7         | 1         | -      | -      | 40    | 7     |
| РБ Лейпциг       | 2021/22          | 34   | 20   | 6            | 4            | -          | -          | 12        | 11        | -      | -      | 52    | 35    |
| РБ Лейпциг       | 2022/23          | 25   | 16   | 3            | 3            | -          | -          | 7         | 3         | 1      | 1      | 36    | 23    |
| РБ Лейпциг       | Итого            | 119  | 47   | 17           | 7            | -          | -          | 35        | 15        | 1      | 1      | 172   | 70    |
| Челси            | 2023/24          | 11   | 3    | 1            | 0            | 2          | 0          | -         | -         | -      | -      | 14    | 3     |
| Челси            | 2024/25          | 27   | 3    | 2            | 1            | 2          | 3          | 11        | 7         | 3      | 1      | 45    | 15    |
| Челси            | Итого            | 38   | 6    | 3            | 1            | 4          | 3          | 11        | 7         | 3      | 1      | 59    | 18    |
| Всего за карьеру | Всего за карьеру | 212  | 61   | 32           | 10           | 11         | 3          | 48        | 22        | 6      | 3      | 309   | 99    |

## Достижения

### Командные
«Пари Сен-Жермен»
- Чемпион Франции (3): 2015/16, 2017/18, 2018/19
- Обладатель Кубка Франции: 2017/18
- Обладатель Кубка французской лиги (2): 2016/17, 2017/18
- Обладатель Суперкубка Франции (2): 2017, 2018

«РБ Лейпциг»
- Обладатель Кубка Германии (2): 2021/22, 2022/23

«Челси»
- Победитель Лиги конференций УЕФА: 2024/25
- Победитель Клубного чемпионата мира: 2025

### Индивидуальные
- Вошёл в символическую сборную Лиги Европы УЕФА: 2021/22[17]
- Футболист года в Германии: 2022
- Игрок сезона в Бундеслиге: 2021/22[18]
- Игрок сезона в Бундеслиге по мнению VDV: 2021/22[19]
- Входит в состав символической команды сезона в Бундеслиге: 2021/22[20]
- Входит в состав символической команды сезона в Бундеслиге по мнению VDV: 2021/22[19]
- Лучший бомбардир Бундеслиги: 2022/23 (16 мячей, совместно с Никласом Фюллькругом)[21]
- Игрок месяца в Бундеслиге (4): октябрь 2021[22], февраль 2022[23], март 2022, апрель 2022[24]